# Norwegian Prima
Die Norwegian Prima (stilisiert NORWEGIAN PR1MA) ist ein Kreuzfahrtschiff der Reederei Norwegian Cruise Line (NCL). Es ist das erste Schiff der Leonardo-Klasse (auch Prima-Klasse) des Unternehmens. Laut Eigendarstellung der NCL soll diese Klasse mit SCR-Katalysatoren, welche Schwefeloxide bis zu 98 % und Stickoxide bis zu 90 % herausfiltern, die ab 2025 verbindlichen IMO Tier III-Emissionsvorschriften für Schiffe erfüllen.

## Geschichte
Das Schiff wurde am 16. Februar 2017 gemeinsam mit der Norwegian Viva bei der Fincantieri-Werft in Marghera bestellt.
Das Kreuzfahrtschiff wurde am 27. August 2022 in Reykjavík durch Katy Perry getauft.
Die Norwegian Prima ist das erste Schiff der Leonardo-Klasse. Ihr bislang einziges Schwesterschiff ist die Norwegian Viva, welche im August 2023 ausgeliefert wurde.